# Alexandre Charpentier

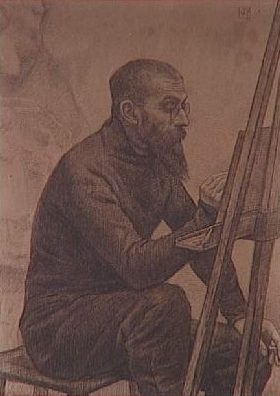
Retrato de Alexandre Charpentier por Théo van Rysselberghe

Alexandre Louis Marie Charpentier (1856 - 1909) foi escultor e assistente do gravador de medalhas Francois-Joseph-Hubert Ponscarmé.
Em 1879, fez a primeira exibição de sua obra. O sucesso começou a ser galgado um ano depois, quando Alexandre Dumas comprou uma de suas estátuas.